# Gustavo Aguirre
Gustavo Hernando Aguirre (né le 8 avril 1977 à Buenos Aires) est un athlète argentin, spécialiste du 400 m et du 800 m.
Son meilleur temps est de 46 s 18 obtenu en 1999, devenu alors record national.